# إسكندر منسي
إسكندر منسي (12 أكتوبر 1910 - 14 نوفمبر 1989)، ممثل مصري. عمل في السينما والمسرح والتلفزيون، والده الممثل والرائد المسرحي منسي فهمي، كانت بدايته من خلال مسرح الريحاني، من أبرز المشاهد التي جسدها دوره في فيلم أم العروسة، وهو يؤدي معروفاً لرب الأسرة، عمل في 78 فيلم و6 مسلسلات و3 مسرحيات من خلال مسيرته الذي دامت 40 عاماً.

## أعماله

### من الأفلام
- 1. النيل والحياة فيلم 1968
- 2. إعدام طالب ثانوي فيلم 1980
- 3. الوحش داخل الإنسان فيلم 1980
- 4. وضاع العمر يا ولدي فيلم 1978
- 5. أزواج طائشون (فيلم) 1976
- 6. شهيرة (فيلم) 1975
- 7. صابرين (فيلم) 1975
- 8. المذنبون 1975
- 9. الأبطال 1974
- 10. الحفيد 1974 زميل حسين في العمل
- 11. دنيا 1974
- 12. زائر الفجر 1973
- 13. المرأة التي غلبت الشيطان (فيلم) 1973
- 14. الشيماء 1972
- 15. أزمة سكن (فيلم) 1972
- 16. شباب في عاصفة 1971
- 17. حادثة شرف (فيلم) 1971
- 18. رحلة لذيذة 1971
- 19. الغفران 1971
- 20. مدرستي الحسناء 1971
- 21. نهاية الشياطين (فيلم) 1970
- 22. مقعد بجوار الشيطان (فيلم) 1970
- 23. حياتي (فيلم) 1970
- 24. أبواب الليل (فيلم) 1969 سيد
- 25. صراع المحترفين (فيلم) 1969
- 26. عائلات محترمة (فيلم) 1969
- 27. 7 أيام في الجنة 1969
- 28. العتبة جزاز 1969
- 29. ميرامار 1969
- 30. كيف تسرق مليونير 1968
- 31. المتمردون 1968
- 32. أرض النفاق 1968
- 33. الزواج على الطريقة الحديثة فيلم 1968
- 34. 3 قصص فيلم 1968 (القصة الثانية
- 35. الست الناظرة (فيلم) 1968 المدرس
- 36. شهر عسل بدون إزعاج (فيلم) 1968
- 37. البوسطجي 1968 ناظر محطة القطار
- 38. أيام الحب 1968
- 39. العريس الثاني (فيلم) 1967
- 40. الزوجة الثانية 1967
- 41. نـورا 1967
- 42. العبيط 1966
- 43. 30 يوم في السجن 1966
- 44. الوديعة (فيلم) 1965
- 45. مطلوب أرملة (فيلم) 1965
- 46. المدير الفني (فيلم) 1965
- 47. آخر شقاوة 1964
- 48. اللهب فيلم 1964
- 49. حب و مرح و شباب فيلم 1964
- 50. أنا وهو وهي فيلم 1964
- 51. حديث المدينة فيلم 1964
- 52. المغامرة الكبرى فيلم 1964
- 53. زوجة من باريس فيلم 1964
- 54. قصة ممنوعة (1963)
- 55. أم العروسة فيلم 1963 مرقص
- 56. صراع الأبطال فيلم 1962
- 57. مذكرات تلميذة فيلم 1962
- 58. الاشقياء الثلاثة فيلم 1962
- 59. اقتلني من فضلك فيلم 1962
- 60. السفيرة عزيزة فيلم 1961
- 61. الأزواج والصيف فيلم 1961
- 62. أعز الحبايب فيلم 1961
- 63. أقوى من الحياة فيلم 1960
- 64. الفانوس السحري فيلم 1960
- 65. المراهقات فيلم 1960
- 66. البوليس السرى فيلم 1959 المخرج بالمستشفي
- 67. سيدة القصر فيلم 1958
- 68. قلوب العذارى فيلم 1958
- 69. رد قلبي فيلم 1957
- 70. أمريكانى من طنطا فيلم 1954
- 71. حكم قراقوش فيلم 1953
- 72. المليونير فيلم 1950
- 73. جوز الأربعة فيلم 1950
- 74. أبو حلموس فيلم 1947
- 75. لعبة الست فيلم 1946
- 76. الخمسة جنيه فيلم 1946
- 77. البني آدم فيلم 1945
- 78. نداء القلب فيلم 1943
- 79. لو كنت غنى فيلم 1942
- 80. سي عمر فيلم 1941

### من المسلسلات
- 1. الرجل ذو الخمسة وجوه مسلسل 1969

## روابط خارجية
- إسكندر منسي على موقع قاعدة بيانات الأفلام العربية